# Panic Button (compañia)
Panic Button, LLC es un desarrollador de videojuegos estadounidense con sede en Austin, Texas. Fundado a fines de 2007, el estudio es conocido por sus ports de videojuegos AAA de otras plataformas para la consola Nintendo Switch. Panic Button también realiza trabajos por contrato en otras plataformas, incluidas las actualizaciones 4K para PlayStation 4 Pro y Xbox One X.

## Historia
Panic Button fue fundado por Craig Galley, D. Michael Traub, Russell Byrd y Aaron Smischney. Los cuatro habían trabajado juntos en el editor de videojuegos Acclaim Entertainment antes de unirse al desarrollador Inevitable Entertainment. Inevitable Entertainment finalmente fue adquirida por Midway Games y rebautizada como Midway Studios Austin, después de lo cual el estudio fue despojado de sus deberes de desarrollo de juegos y se le asignó la tarea de optimizar las herramientas y la tecnología de desarrollo de Midway. Deseando volver al desarrollo de juegos, los cuatro fundadores dejaron el estudio y establecieron Panic Button en Austin, Texas, a fines de 2007. Galley y Traub todavía están activos en la empresa a partir de julio de 2018.
Panic Button comenzó experimentando con juegos basados en movimiento y, durante los años siguientes, desarrollaron varios juegos exclusivos para Nintendo Wii y el periférico Kinect para Xbox 360. Sin embargo, interpretar la intención del usuario en los juegos en movimiento resultó difícil y poco confiable para ellos. En 2011, Adam Creighton se unió a Panic Button, convirtiéndose en copropietario de la empresa y su gerente general. Instituyó un cambio de enfoque en el estudio, en el que se volvió hacia el desarrollo del puerto. En 2012, Panic Button colaboró con la compañía de Austin Twisted Pixel Games  para hacer su primer puerto para su juego Ms. Splosion Man. La portabilidad de juegos se convirtió en su principal fuente de ingresos durante los siguientes años, aunque también lanzaron sus propias propiedades como Astro Duel Deluxe en 2017.
El puerto de Nintendo Switch de Rocket League de la compañía hizo que Panic Button fuera más conocido en la industria en 2017. Sus puertos Switch de Doom y Wolfenstein II: The New Colossus siguieron con respuestas positivas similares el año siguiente y convirtieron a Panic Button en un estudio en demanda. La compañía había comenzado a trabajar con el hardware Switch alrededor de 2012 (incluida la tecnología de desarrollo inicial), antes que cualquier otro estudio, y trabajan en estrecha colaboración con Nintendo y Nvidia. Panic Button ve la fuente de su éxito en la estrecha colaboración con los creadores de contenido original para garantizar puertos fieles dentro de las limitaciones del hardware, al tiempo que agrega elementos sencillos que mejoran el puerto, como la inclusión de controles táctiles o de movimiento para el Cambiar.
Para mantener una cartera diversa, Panic Button se asoció con Sony para llevar el título de realidad virtual To the Top de Oculus y HTC Vive a PlayStation VR en 2018; Es posible que vengan más puertos de realidad virtual si surge la oportunidad. El estudio también tiene la intención de seguir construyendo sus propias propiedades internas, diciendo "No planeamos reinventar los géneros para los juegos que estamos haciendo, pero queremos crear un amor muy unido y bien elaborado. letras a estos géneros particulares que creemos que serán divertidos, agradables y reproducibles para la gente".
Creighton dejó Panic Button en mayo de 2019 para formar su propio estudio, Enuring Games.

## Videojuegos desarrollados
| Año  | Título                           | Plataforma(s)                            | Notas                    | Ref(s).       |
| ---- | -------------------------------- | ---------------------------------------- | ------------------------ | ------------- |
| 2009 | Go Play Lumberjacks              | Wii                                      |                          | [ 5 ]         |
| 2009 | We Wish You a Merry Christmas    | Wii                                      |                          | [ 5 ]         |
| 2010 | Attack of the Movies 3D          | Wii, Xbox 360                            |                          | [ 5 ]         |
| 2010 | Swords                           | Wii                                      |                          | [ 5 ]         |
| 2011 | Hulk Hogan's Main Event          | Xbox 360                                 |                          | [ 5 ]         |
| 2012 | Kinect Star Wars                 | Xbox 360                                 | Contribuyo al desarrollo | [ 4 ]         |
| 2012 | Ms. Splosion Man                 | Microsoft Windows                        | Port manejado            | [ 5 ]         |
| 2012 | Top Hand Rodeo Tour              | Xbox 360                                 |                          | [ 10 ]        |
| 2013 | Injustice: Gods Among Us         | PlayStation Vita                         | Port manejado            | [ 5 ]         |
| 2015 | Primal Carnage: Extinction       | PlayStation 4                            | Port manejado            | [ 11 ]        |
| 2015 | Octodad: Dadliest Catch          | Wii U                                    | Port manejado            | [ 5 ]         |
| 2016 | ReCore                           | Microsoft Windows, Xbox One              | Port manejado            | [ 7 ]         |
| 2016 | Rocket League                    | Xbox One, Nintendo Switch                | Port manejado            | [ 4 ]         |
| 2017 | Astro Duel Deluxe                | Nintendo Switch                          |                          | [ 7 ]         |
| 2017 | Doom                             | Nintendo Switch                          | Port manejado            | [ 7 ]         |
| 2018 | To the Top                       | PlayStation 4                            | Port manejado            | [ 7 ]         |
| 2018 | Wolfenstein II: The New Colossus | Nintendo Switch                          | Port manejado            | [ 7 ]         |
| 2018 | Warframe                         | Nintendo Switch                          | Port manejado            | [ 7 ]         |
| 2018 | Subnautica                       | Nintendo Switch, PlayStation 4, Xbox One | Port manejado            | [ 7 ]         |
| 2019 | Hob: The Definitive Edition      | Nintendo Switch                          | Port manejado            |               |
| 2019 | Wolfenstein: Youngblood          | Nintendo Switch                          | Port manejado            | [ 12 ]        |
| 2019 | Doom 3: BFG Edition              | Nintendo Switch, PlayStation 4, Xbox One | Port manejado            | [ 13 ] [ 14 ] |
| 2019 | Torchlight II                    | Nintendo Switch, PlayStation 4, Xbox One | Port manejado            | [ 15 ]        |
| 2020 | Forza Horizon 4                  | Xbox Series X/S                          | Port manejado            | [ 16 ]        |
| 2020 | Doom Eternal                     | Nintendo Switch                          | Port manejado            | [ 17 ]        |
| 2021 | Apex Legends                     | Nintendo Switch                          | Port manejado            | [ 18 ]        |
| 2021 | Star Wars Jedi: Fallen Order     | PlayStation 5, Xbox Series X/S           | Port manejado            |               |